# Parasinilabeo
Genre
Parasinilabeo est un genre de poissons téléostéens de la famille des Cyprinidae et de l'ordre des Cypriniformes. Ce genre est endémique de la Chine.

## Liste des espèces
Selon FishBase (20 nov. 2016):
- Parasinilabeo assimilis Wu & Yao, 1977
- Parasinilabeo longibarbus Zhu, Lan & Zhang, 2006
- Parasinilabeo longicorpus Zhang, 2000
- Parasinilabeo longiventralis Huang, Chen & Yang, 2007
- Parasinilabeo maculatus Zhang, 2000
- Parasinilabeo microps (Su, Yang & Cui, 2001)